# Werauhia brunei
Werauhia brunei là một loài thuộc chi Werauhia. Đây là loài đặc hữu của Costa Rica.